# دومفرينا (فويوتيا)
دومفرينا (Δομβραίνα) هي بلدة في فويوتيا في مقاطعة كينتريكي إلادا في اليونان.
يبلغ عدد سكانها حوالي 1040 نسمة.